# Dov Grumet-Morris
Dov Grumet-Morris (Evanston, Illinois, 28. veljače 1982.) američki je profesionalni hokejaš na ledu. Igra na poziciji vratar i trenutačno nastupa u Ligi EBEL za slovenske Acroni Jesenice.

## Karijera
Morris je četiri godine pohađao sveučilište Harvard i igrao za njihovu hokejašku momčad. 2002. godine Philadelphia Flyersi birali su ga, kao 161. ukupno, u petoj rundi NHL drafta. Nakon završetak sveučilišne karijere okrenuo se prema profesionalnom bavljenju hokejom i za sezonu 2005./06. pronašao angažman u Laredo Bucksima koji nastupaju u CHL-u (Continental Hockey League). Sljedeću sezonu provo je u čak četiri različita kluba: početak sezone proveo je u Cincinnati Cyclonesima (ECHL), a ostatak u AHL-u za Portland Piratese, Hamilton Bulldogse i Manitoba Moose. 
Početkom srpnja 2007. potpisao je ugovor s Nashville Predatorsima, ali u NHL-u nikada nije zaigrao. Umjesto toga, početak sezone proveo je ponovo igrajući za Cincinnati Cyclonese, ali ostatak je proveo u AHL podružnici Predatorsa, Milwaukee Admiralsima. 2008. godine odlučio se na odlazak "preko bare" i dolazi u austrijski Graz 99ers koji nastupa u Ligi EBEL. Na kraju tekuće sezone odlučio se na povratak u Sj. Ameriku gdje je zaigrao za Utah Grizzlies u ECHL-u. Za sezonu 2009./10. potpisao je za slovenske Acroni Jesenice koji isto tako nastupaju u Ligi EBEL.

## Vanjske poveznice
- Profil na The Internet Hockey Database